# Miroslav Bičanić
Miroslav Bičanić (né le 29 octobre 1969 à Đakovo en Yougoslavie et aujourd'hui en Croatie) est un footballeur international croate.
Bičanić est aujourd'hui l'un des organisateurs de la Green Cup de futsal.